# トニーニョ・オルタ
トニーニョ・オルタ（Toninho Horta、本名：Antônio Maurício Horta de Melo、1948年12月2日 - ）は、ブラジルミナスジェライス州ベロオリゾンテ出身の、ブラジル音楽を主としたコンテンポラリー・ギタリストで歌手。瑞々しく透明感があり、温もりがあるサウンドが特徴。

## 経歴
幼少の頃より母よりギターを教わり、作曲家であった叔父からも習う。
1972年に、ミナスジェライス州出身の仲間であるミルトン・ナシメント、ロー・ボルジェス等とのアルバム『Clube Da Esquina（街角クラブ）』に参加。その後、ジョイスやマリア・ベターニア等と共演した。アメリカのジャズ・ミュージシャンとも交流が深く、ハービー・ハンコックやウェイン・ショーター等とも共演し、コンテンポラリーな音楽性を磨く。
フュージョン・ギタリストのパット・メセニーが彼の影響を受けたアーティストとして知られ、実際に1980年のアルバム『トニーニョ・オルタ』に参加した経験を持つ。

## ディスコグラフィ

### リーダー・アルバム
- 『ベト・ゲヂス、ダニロ・カイーミ、ノヴェーリ、トニーニョ・オルタ』 - Beto Guedes, Danilo Caymmi, Novelli e Toninho Horta (1973年、Odeon)  ※オムニバス
- 『トニーニョ・オルタ』 - Toninho Horta (1980年、EMI)
- 『バーズ・オブ・パラダイス』 - Terra Dos Passaros (1980年、EMI)
- 『ダイヤモンド・ランド』 - Diamond Land (1988年、Verve Forecast)
- 『ムーンストーン』 - Moonstone (1989年、PolyMedia)
- Concerto Planeta Terra (1989年、IBM Brasil) ※オムニバス with Nivaldo Ornelas、Nelson Ayres、Marcio Montarroyos
- 『ワンス・アイ・ラヴド』 - Once I Loved (1992年、Verve/Polygram)
- 『ドゥランゴ・キッド』 - Durango Kid (1993年、Big World)
- 『フット・オン・ザ・ロード』 - Foot on the Road (1994年、Verve Forecast)
- Live in Moscow (1994年、B&W Music) ※オムニバス with アイアート・モレイラ、エディ・ゴメス
- 『ドゥランゴ・キッド2』 - Durango Kid 2 (1995年、Big World Music)
- 『セレナーデ〜ソロ』 - Serenade (1997年、Truspace)
- Ao Vivo no Circo Voador (1997年、Dubas Música) ※with フラヴィオ・ヴェントゥリーニ
- 『ジョビンへの手紙〜アントニオ・カルロス・ジョビン・トリビュート』 - From Ton to Tom (1999年、Videoarts)
- Qualquer Canção (1999年、Warner Music Brasil) ※シコ・ブアルキの音楽集 with カルロス・フェルナンド
- Quadros Modernos MinasRecords (2001年、Minas) ※with Juarez Moreira、Chiquito Braga
- 『コン・オ・ペーノ・フォホー』 - Com o Pe no Forro (2004年、Minas)
- Duets (2005年、Adventure Music) ※with ニコラ・スティロ
- Cape Horn (2007年、Porto das Canoas) ※with アリスマール・ド・エスピリト・サント
- Solo Ao Vivo (2007年、Minas)
- Toninho in Vienna (2007年、PAO)
- Tonight (2008年、Adventure Music) ※with トム・レリス
- 『ハーモニーと声』 - Harmonia e Vozes (2010年、Minas)
- 『ミナス - トウキョウ』 - Minas - Tokyo (2012年、Dear Heart)
- Belo Horizonte (2019年、Think!)

### 参加アルバム
ジョアン・ボスコ
- 『カーサ・ア・ハポーザ』 - Caca A Raposa (1976年、RCA Victor)
- Galos de Briga (1976年、RCA Victor)
- Linha de Passe (1979年、RCA Victor)
- Tiro de Misericordia (1977年、RCA Victor)

ジョイス
- 『ミュージック・インサイド』 - Music Inside (1990年、Verve Forecast)
- 『セン・ヴォセ』 - Sem Voce (1999年、DiscMedi Blau)
- 『ボッサ・デュエッツ』 - Bossa Duets (2003年、Sony BMG)
- 50 (2018年、Biscoito Fino)

ミルトン・ナシメント
- 『街角クラブ〜クルービ・ダ・エスキーナ』 - Clube da Esquina (1972年、Odeon)
- 『ミラグリ・ドス・ペイシェス』 - Milagre Dos Peixes (1974年、EMI)
- 『ミルトン』 - Milton (1976年、A&M)
- 『ジェライス』 - Geraes (1976年、EMI)
- Clube da Esquina 2 (1978年、EMI)
- 『ミナス』 - Minas (1997年、Odeon)

その他
- レニー・アンドラーヂ : Registro (1979年、CBS)
- ケニー・バロン : 『サンバオ』 - Sambao (1992年、Verve/Gitanes)
- ファファ・ヂ・ベレン : Estrela Radiante (1979年、Philips)
- ジョージ・ベンソン : 『ソングス・アンド・ストーリーズ』 - Songs and Stories (2009年、Concord)
- ルディ・ベルガー : 『ルディ・ベルガー・フィーチャリング・トニーニョ・オルタ』 - Featuring Toninho Horta (2020年、Gramola)
- マリア・ベターニア : Ciclo (1983年、Philips)
- マリア・ベターニア : 『12月』 - Dezembros (1986年、RCA Victor)
- フェルナンド・ブランチ : Vendedor de Sonhos (2019年、Biscoito Fino)
- シコ・ブアルキ : Chico Buarque (1993年、Polygram)
- ドリヴァル・カイミ : Eu Nao Tenho Onde Morar (1960年、Odeon)
- ナナ・カイミ : Nana Caymmi (1975年、CID)
- マイケル・デイヴィス : 『ミッドナイト・クロッシング』 - Midnight Crossing (1994年、Lipstick)
- ガル・コスタ : 『インディア』 - India (1973年、Philips)
- ガル・コスタ : Agua Viva (1978年、Philips)
- ジョージ・デューク : 『ブラジリアン・ラヴ・アフェア』 - A Brazilian Love Affair (1980年、Epic)
- マーク・イーガン : 『ビヨンド・ワーズ』 - Beyond Words (1992年、Mesa/Bluemoon)
- マイケル・フランクス : 『ドラゴンフライ・サマー』 - Dragonfly Summer (1993年、Reprise)
- ギル・ゴールドスタイン & ホメロ・ルバンボ : 『インフィニット・ラヴ』 - Infinite Love (1993年、Big World Music)
- ベト・ゲヂス : Sol de Primavera (1979年、EMI)
- マリア・ジョアン : 『ショリーニョ・フェリス』 - Chorinho Feliz (2000年、Universal/Verve)
- ジャック・リー : From Belo to Seoul (1997年、Truspace)
- エドゥ・ロボ : Limite Das Aguas/Mestres da MPB Kardum, (1977年、Iris Music)
- ロー・ボルジェス : Lo Borges (1972年、Odeon)
- ジョン・ルシアン : Listen Love (1991年、Mercury)
- ピーター・マドセン : Snuggling Snakes (1993年、Minor Music)
- マンハッタン・トランスファー : 『ブラジル』 - Brasil (1987年、Atlantic)
- エウジェニア・メロ・エ・カストロ : Eugenia Melo e Castro (1986年、PolyGram)
- エウジェニア・メロ・エ・カストロ : Um Gosto de Sol (2011年、Selo)
- セルジオ・メンデス : Horizonte Aberto (1979年、Som Livre)
- シヂネイ・ミレール : 『リンガス・ヂ・フォゴ』 - Linguas de Fogo (2015年、Sol Re Sol)
- アイアート・モレイラ : 『プロミセス・オブ・ザ・サン』 - Promises of the Sun (1976年、Arista)
- ジュアレス・モレイラ : Bom Dia (1989年、Bemol)
- パウロ・モーラ : 『アート・サンバ』 - Confusao Urbana, Suburbana e Rural (1976年、RCA Victor)
- 小野リサ : 『エッセンシア』 - Essencia Suite! (1997年、Supuesto!)
- エルメート・パスコアール : 『ヴィアジャンド・コン・オ・ソン - ザ・ロスト'76ヴァイスヴェルサ・スタジオ・セッション』 - Viajando Com O Som (2017年、Far Out)
- フローラ・プリム : 『ナッシング・ウィル・ビー・アズ・イット・ワズ…トゥモロウ』 - Nothing Will Be As It Was...Tomorrow (1977年、Warner Bros.)
- ルーファス・リード : Hues of a Different Blue (2011年、Motema)
- ニコラ・スティロ : Vira Vida (2003年、Via Venet)
- ルシアーナ・スーザ : Duos III (2012年、Sunnyside/Universal)
- タイグアラ : 『イミーラ・タイーラ・イピ・タイグアラ』 - Imyra, Tayra, Ipy Taiguara (1976年、Odeon)
- ヴァグネル・チゾ : Profissao: Musica (1991年、Philips/Polygram)
- フラヴィオ・ヴェントゥリーニ : Nascente (1981年、EMI)
- アルトゥール・ヴェロカイ : 『サウダージ・デマイス』 - Saudade Demais (2002年、Sonopress)